# 4401 Aditi
4401 Aditi là một tiểu hành tinh vành đai chính được phát hiện ngày 14 tháng 10 năm 1985 bởi Carolyn S. Shoemaker.